# Монастырь Святых Переводчиков (Айгешат)
Монастырь Святых Переводчиков (арм. Թարգմանչաց վանք; Монастырь Таргманчац, известный также как арм. Սուրբ Աստվածածին եկեղեցի, Сурб Аствацацин, церковь Персвятой Богородицы) — армянский монастырь, основанный в VI—VII веках, располагающийся в центре селе Айгешат Армавирской области Армении.

## История
Село Айгешат является одним из древнейших поселений Армении. Об этом свидетельствуют различные исторические памятники, располагающиеся в нём. На его территории находится некрополь, датируемый II—I тыс. до н.э.
Монастырь Святых Переводчиков (Таргманчац) был основан в VI—VII веках. Первоначально он назывался церковью Пресвятой Богородицы; позднее епископ Месроп Смбатян назвал её монастырём Святых Переводчиков (Таргманчац ванк) в честь авторов первого перевода Библии на армянский язык. В монастыре располагался скрипторий, где создавались и переписывались рукописи. Жители Айгешата именовали монастырь также Месропаванком или монастырём Месропа по имени святого Месропа Маштоца.
Монастырь пострадал во время землетрясения XVII века. Последние реставрационные работы начались в 2012 году на средства государства. Обломки были пронумерованы для использования в восстановлении; планировалось, что они составят 60 % от числа камней в новом здании церкви монастыря.
При этом восстановительные работы растянулись на несколько десятилетий. Обмерные работы начались в 1982 году, проектирование — в 1985 году. Строительство началось в 1988 году, но затем было прекращено. В 2011 году был разработан новый проект реставрации. В 2012 году начались работы, однако всё ещё на завершены.
По данным на август 2023 года, восстановительные работы приостановлены. Были лишь частично отреставрированы стены.